# 남구 (1978년 부산 선거구)
남구는 대한민국의 옛 국회의원 선거구이다. 당시 부산시 남구 지역을 관할했다.

## 역사
1975년 10월, 부산진구와 동래구에서 일부 지역이 각각 분리되면서 남구가 신설되었다. 이에 제10대 국회의원 선거를 앞두고 남구 전 지역을 관할하는 선거구로 신설되었다.
제11대 국회의원 선거를 앞두고 새롭게 신설된 해운대구와 함께 남구·해운대구 선거구를 이루게 되면서 폐지되었다.

## 역대 국회의원
| 선거   | 정당 | 정당   | 1위 의원 | 정당 | 정당       | 2위 의원 |
| ------ | ---- | ------ | -------- | ---- | ---------- | -------- |
| 1978년 |      | 신민당 | 김승목   |      | 민주공화당 | 김재홍   |

## 역대 선거 결과

### 대한민국 제10대 국회의원 선거
|  | 28.77% |

|  | 22.33% |

|  | 21.73% |

|  | 19.04% |

|  | 4.10% |

|  | 3.99% |